# Our Band Could Be Your Life
Our Band Could Be Your Life: Scenes from the American Indie Underground, 1981-1991 é um livro de Michael Azerrad (ISBN 0-316-78753-1). O título veio da linha de abertura de uma canção autobiográfica escrita por Mike Watt do The Minutemen, um dos grupos mostrados no livro. A canção, "History Lesson, Pt II" está em Double Nickels on the Dime e detalha as origens da banda na classe trabalhadora e sentimentos populistas: "Punk rock mudou nossas vidas".
Capítulos do livro focam cada uma dos treze grupos de dez comunidades urbanas:
- Black Flag (de Hermosa Beach/Los Angeles, Califórnia)
- The Minutemen (de San Pedro/Los Angeles, Califórnia)
- Mission of Burma (de Boston, Massachusetts)
- Minor Threat (de Washington, D.C.)
- Hüsker Dü (de Minneapolis-St. Paul, Minnesota)
- The Replacements (de Minneapolis-St. Paul, Minnesota)
- Sonic Youth (de New York City)
- Butthole Surfers (de San Antonio, Texas)
- Big Black (de Evanston/Chicago, Illinois)
- Dinosaur Jr. (de Amherst, Massachusetts)
- Fugazi (de Washington, D.C.)
- Mudhoney (de Seattle, Washington)
- Beat Happening (de Olympia, Washington)